# Faille listrique

Marge passive. 1 : croûte continentale ; 2 : croûte océanique ; 3 : sédiments ; 4 : manteau supérieur ; 5 : océan ; 6 : blocs basculés ; 7 : failles listriques.

Une faille listrique (du grec λιστρων / listron, « cuiller ») est une faille normale de grande extension spatiale (plusieurs kilomètres) qui est concave en profondeur. Cela implique un niveau de cisaillement en profondeur (souvent à l'interface rhéologique entre la croûte supérieure et la croûte inférieure). La forme de ces failles est à relier au concept de bloc basculé.
Le terme a été introduit par Eduard Suess en 1909.